# Тени Свободы
Тени Свободы — российская панк-рок-группа из города Москва, образованная в 2004 году. Текущий состав: Иван Глобин (вокал, гитара), Александр Меренков (гитара, бэк-вокал), Иван Бояджян (бас-гитара, бэк-вокал), Сергей Иванов (барабаны).
На данный момент «Тени Свободы» выпустили 9 альбомов и 3 сингла. Альбом «Нелепость», вышедший в апреле 2019 года, Дмитрий Спирин назвал лучшим альбомом коллектива.

## История
Участники коллектива были вдохновлены панк-группой «Bad Religion», что и сподвигло их на создание музыки и сказалось на стиле песен.
Группа «Тени Свободы» была образована в 2004 году, в городе Москва, Россия.
Группа участвовала во втором «А и Б Фестивале», который проводился «АиБ Records», также участвовали другие музыкальные коллективы лейбла и «Э.С.Т.», «чьи альбомы не выпускались на „А и Б“».
Дебютный альбом «Где-то за пределом» группы вышел в 2006 году под лейблом АиБ Records" в бюджет 200 долларов. После «Тени Свободы» переходят на новый лейбл — Союз Мьюзик.
В 2008 году вышел 2 альбом группы — «Секрет размером с мир»; а в 2009 году — «Усилитель Злобы» (EP). В следующем году вышел «Клуб Здоровья».
В 2012 году вышел альбом «Bring It Down» (EP), который был полностью на английском языке. Он очень порадовал поклонников группы новыми элементами в музыке группы. На следующий год «Тени Свободы» устроили тур по зарубежью: Финляндия, Эстония и Латвия.
В 2015 году «Тени Свободы» выпустили одноимённый альбом.
В 2016 году вышел альбом «Эволюция Оскорбляет». Через 2 дня после выхода на ITunes занял 4-е место в общих чартов российского сегмента.
Вызвал интерес у критиков. Алексей Мажаев раскритиковал альбом, однако выделил пару песен: «Эволюция Оскорбляет» и «Мы хотим Войны». Денис Ступников дал смешанную оценку новому альбому.
В 2017 году вышел альбом «Успех». Катерина Сафронова, журналистка журнала «Артист» взяла интервью у вокалиста группы Ивана Глобина, где обсудили новый релиз, современная музыкальная мода и интернет-жизнь.
Денис Ступников дал хорошую оценку группе
Если под «успехом» понимать попытку ускользнуть от узколобых определений, то надо признать, что «Тени свободы» выпустили успешную работу.Денис Ступников
В оном году группа участвовала на концерте «Коллекции дней» в городе Уфе совместно с «Айбат Халляр», «Беременный Трамвайчик» и «Маски? Долой!». Коллектив исполнил песню «Дельтаплан».
Группа записала кавер песни «Оставь это себе» в рамках проекта группы Тараканы! Улица Свободных, который вошёл в финальный альбом проекта.
«Тени Свободы» вместе с «Тараканы!», «Да, смерть!», «Jars» и «Зарница» приняли участие в благотворительном концерте «Помощь другу», организованным музыкальным порталом Sadwave в 30 апреля 2019 года в поддержку одного из музыкантов московского DIY-андеграунда.
25 февраля 2022 года группа осудила вторжение России на Украину, после чего прекратила концертную деятельность в России.

## Дискография

### Альбомы
- 2006 — Где-то за пределом
- 2008 — Секрет Размером С Мир
- 2009 — Усилитель Злобы (EP)
- 2010 — Клуб здоровья
- 2012 — Bring It Dowm (EP)
- 2015 — Тени Свободы
- 2016 — Эволюция Оскорбляет
- 2016 — Люби их всех (акустический альбом)[22]
- 2017 — Успех (EP)
- 2019 — Нелепость
- 2020 — Время волшебных открытий
- 2021 — Лучше хуже
- 2025 — Live in Belgrade

### Синглы
- 2011 — Нулевые
- 2018 — Оставь это себе
- 2020 — Контроль
- 2022 - Дом
- 2022 - Плохие Вибрации
- 2023 - Муравей
- 2023 - Вечная встреча

### Клипы
- Прости-прости
- Мистер отличный парень[23]
- Мы Хотим Войны[24]
- Добрая песня
- Лучше хуже[25]
- Вечная встреча[26]

## Примечание
1. 1 2  Алексей Мажаев. Рецензия. Тени Свободы. Эволюция Оскорбляет. Дата обращения: 26 августа 2019. Архивировано 26 августа 2019 года.
2. 1 2  Bandcamp.com Teni Svobody (англ.). Дата обращения: 23 августа 2019. Архивировано 23 августа 2019 года.
3. ↑  MySpace.com Teni Svobody (англ.). Дата обращения: 23 августа 2019.
4. ↑  Рецензия на альбом группы Тени Свободы — Нелепость (2019). Дата обращения: 24 сентября 2019. Архивировано 18 сентября 2019 года.
5. ↑  Тараканы! отметили 15-летие альбома «Улица Свободы». Дата обращения: 24 сентября 2019. Архивировано 22 сентября 2020 года.
6. ↑  История создания группы "Тени Тараканы". Дата обращения: 12 июня 2004. Архивировано из оригинала 2014 года.
7. ↑  Второй «АиБ Фестиваль». Официальный сайт «АиБ Records». Дата обращения: 21 июня 2015. Архивировано 21 июля 2015 года.
8. ↑  PunkGazetka. Где-то за пределами. Первый альбом "Тени Свободы". Дата обращения: 24 августа 2019. Архивировано 28 декабря 2008 года.
9. ↑  Рок-школа. Рецензия. Дата обращения: 26 августа 2019. Архивировано 26 августа 2019 года.
10. ↑  kidsofthestreets. Дата обращения: 26 августа 2019. Архивировано 26 августа 2019 года.
11. ↑  Тур по ближнему зарубежью. Тени Свободы. Дата обращения: 26 августа 2019. Архивировано 26 августа 2019 года.
12. ↑  atlwall.net Тени Свободы. Дата обращения: 26 августа 2019. Архивировано 22 марта 2017 года.
13. ↑  Союз Мьюзик. «Эволюция Оскорбляет» занимает 4-е место в ITunes. Дата обращения: 26 августа 2019. Архивировано 26 августа 2019 года.
14. ↑  Денис Ступников. Рецензия. Тени Свободы. Эволюция Оскорбляет. Дата обращения: 26 августа 2019. Архивировано 26 августа 2019 года.
15. ↑  Журнал «Артист». Дата обращения: 27 августа 2019. Архивировано 26 августа 2019 года.
16. ↑  Денис Ступников. Рецензия. Тени Свободы. Успех. Дата обращения: 27 августа 2019. Архивировано 26 августа 2019 года.
17. ↑  "Коллекция дней" в Уфе. Дата обращения: 24 августа 2019. Архивировано 23 августа 2019 года.
18. ↑  ТЕНИ СВОБОДЫ — «ОСТАВЬ ЭТО СЕБЕ» (TARAKANY! COVER). Дата обращения: 23 августа 2019. Архивировано 23 августа 2019 года.
19. ↑  Тараканы! - Улица Свободных. Дата обращения: 26 августа 2019. Архивировано 26 августа 2019 года.
20. ↑  Помощь другу. Благотворительный концерт. Дата обращения: 24 августа 2019. Архивировано 23 августа 2019 года.
21. ↑  Пост с официальной группы во ВКонтакте "Тени свободы"
22. ↑  Стена. m.vk.com. Дата обращения: 12 декабря 2019.
23. ↑  Видео дня: «Тени свободы» «Мистер отличный парень». Дата обращения: 24 сентября 2019. Архивировано 24 сентября 2019 года.
24. ↑  Клип группы «Тени свободы» на песню «Мы хотим войны»
25. ↑  Тени Свободы - Лучше хуже. Дата обращения: 20 января 2023. Архивировано 20 января 2023 года.
26. ↑  Тени Свободы. Тени Свободы - Вечная встреча (официальное видео) (7 декабря 2023). Дата обращения: 4 февраля 2025.

### Интервью
- Интервью с группой Тени Свободы на ANTIPUNK/COM
- Хейтеры, панк-рок и новый культурный ландшафт: большое интервью с «Тенями Свободы»
- «Тени свободы»: развиваться самим и помогать развиваться другим
- Иван Глобин: То, что происходит в нашем обществе, — это движение в прошлое